# Pachyegis groenlandica
Pachyegis groenlandica is een mosdiertjessoort uit de familie van de Fatkullinidae. De wetenschappelijke naam van de soort is, als Porella groenlandica, voor het eerst geldig gepubliceerd in 1894 door Norman.